# بوب فالكنبيرغ
بوب فالكنبيرغ هو لاعب هوكي الجليد كندي، ولد في 1946 في ستيتلر ‏ في كندا.

## وصلات خارجية
- بوب فالكنبيرغ على موقع دوري الهوكي الوطني (الإنجليزية)
- بوب فالكنبيرغ على موقع قاعة مشاهير الهوكي (لاعب أن.إتش.أل) (الإنجليزية)
- بوب فالكنبيرغ على موقع EliteProspects.com (الإنجليزية)
- بوب فالكنبيرغ على موقع HockeyDB.com (الإنجليزية)
- بوب فالكنبيرغ على موقع Hockey-Reference.com (الإنجليزية)